# 塔希玛拉·奥罗佩萨·普波
塔希玛拉·奥罗佩萨·普波（西班牙語：Tahimara Oropeza Pupo，1995年12月6日—），古巴女子羽毛球運動員。

## 簡歷
2014年3月，塔希玛拉·奥罗佩萨出戰吉拉爾迪拉羽毛球賽，與奥斯莱尼·格雷罗合作赢得混合雙打比賽冠軍。
2017年，塔希玛拉·奥罗佩萨與混雙新搭檔利奥丹尼斯·马丁内斯連奪吉拉爾迪拉羽毛球賽、危地馬拉國際系列賽、聖多明哥公開賽冠軍，以及墨西哥國際賽亞軍。

## 主要比賽成績
只列出曾進入準決賽的國際賽事成績：
| 年份   | 賽事                     | 公開賽級別 | 項目     | 拍檔                           | 成績   |
| ------ | ------------------------ | ---------- | -------- | ------------------------------ | ------ |
| 2014年 | 吉拉爾迪拉羽毛球賽       | 國際系列賽 | 混合雙打 | 奥斯莱尼·格雷罗                | 冠軍   |
| 2016年 | 吉拉爾迪拉羽毛球賽       | 國際系列賽 | 女子雙打 | Melissa Azcuy Perez            | 準決賽 |
| 2017年 | 吉拉爾迪拉羽毛球賽       | 國際系列賽 | 女子單打 | －                             | 準決賽 |
| 2017年 | 吉拉爾迪拉羽毛球賽       | 國際系列賽 | 混合雙打 | 利奥丹尼斯·马丁内斯            | 冠軍   |
| 2017年 | 墨西哥羽毛球國際賽       | 國際系列賽 | 混合雙打 | 利奥丹尼斯·马丁内斯            | 亞軍   |
| 2017年 | 危地馬拉羽毛球國際系列賽 | 國際系列賽 | 女子單打 | －                             | 亞軍   |
| 2017年 | 危地馬拉羽毛球國際系列賽 | 國際系列賽 | 混合雙打 | 利奥丹尼斯·马丁内斯            | 冠軍   |
| 2017年 | 聖多明哥羽毛球公開賽     | 國際系列賽 | 混合雙打 | 利奥丹尼斯·马丁内斯            | 冠軍   |
| 2017年 | 蘇利南羽毛球國際賽       | 國際系列賽 | 女子單打 | －                             | 冠軍   |
| 2017年 | 蘇利南羽毛球國際賽       | 國際系列賽 | 混合雙打 | 利奥丹尼斯·马丁内斯            | 冠軍   |
| 2018年 | 牙買加羽毛球國際賽       | 國際系列賽 | 混合雙打 | 利奥丹尼斯·马丁内斯            | 亞軍   |
| 2018年 | 吉拉爾迪拉羽毛球賽       | 未來系列賽 | 女子單打 | －                             | 亞軍   |
| 2018年 | 吉拉爾迪拉羽毛球賽       | 未來系列賽 | 女子雙打 | Thalia Mengana Marrero         | 冠軍   |
| 2018年 | 吉拉爾迪拉羽毛球賽       | 未來系列賽 | 混合雙打 | 利奧丹尼斯·馬丁內斯            | 亞軍   |
| 2018年 | 秘魯羽毛球國際賽         | 國際系列賽 | 女子單打 | －                             | 亞軍   |
| 2018年 | 秘魯羽毛球國際賽         | 國際系列賽 | 混合雙打 | 利奧丹尼斯·馬丁內斯            | 亞軍   |
| 2018年 | 墨西哥羽毛球國際賽       | 國際系列賽 | 女子單打 | －                             | 冠軍   |
| 2018年 | 危地馬拉羽毛球國際系列賽 | 國際系列賽 | 混合雙打 | 利奧丹尼斯·馬丁內斯            | 亞軍   |
| 2018年 | 聖多明哥羽毛球公開賽     | 國際系列賽 | 女子單打 | －                             | 亞軍   |
| 2018年 | 聖多明哥羽毛球公開賽     | 國際系列賽 | 混合雙打 | 利奥丹尼斯·马丁内斯            | 準決賽 |
| 2019年 | 秘魯羽毛球未來系列賽     | 未來系列賽 | 女子單打 | －                             | 冠軍   |
| 2019年 | 秘魯羽毛球未來系列賽     | 未來系列賽 | 混合雙打 | 奧斯萊尼·格雷羅                | 亞軍   |
| 2019年 | 秘魯羽毛球國際賽         | 國際系列賽 | 女子單打 | －                             | 亞軍   |
| 2019年 | 墨西哥羽毛球未來系列賽   | 未來系列賽 | 女子單打 | －                             | 冠軍   |
| 2019年 | 墨西哥羽毛球未來系列賽   | 未來系列賽 | 女子雙打 | 耶利·马里·奥尔蒂斯·罗德里格斯  | 冠軍   |
| 2019年 | 墨西哥羽毛球未來系列賽   | 未來系列賽 | 混合雙打 | 奧斯萊尼·格雷羅                | 冠軍   |
| 2023年 | 吉拉爾迪拉羽毛球賽       | 未來系列賽 | 女子雙打 | 耶利·马里·奥尔蒂斯·罗德里格斯  | 冠軍   |
| 2023年 | 泛美運動會羽毛球比賽     | 其他       | 女子單打 | －                             | 銅牌   |
| 2024年 | 吉拉爾迪拉羽毛球賽       | 未來系列賽 | 女子單打 | －                             | 冠軍   |
| 2024年 | 吉拉爾迪拉羽毛球賽       | 未來系列賽 | 女子雙打 | 法比安娜·席尔瓦                | 亞軍   |
| 2025年 | 吉拉爾迪拉羽毛球賽       | 未來系列賽 | 女子雙打 | Leyanis Contreras Cabeza       | 冠軍   |
| 2025年 | 吉拉爾迪拉羽毛球賽       | 未來系列賽 | 混合雙打 | Roberto Carlos Herrera Vazquez | 準決賽 |
| 2025年 | 委內瑞拉羽毛球未來系列賽 | 未來系列賽 | 女子雙打 | Leyanis Contreras Cabeza       | 準決賽 |

| 2007-2017年 | 首要超級賽 | 超級賽 | 黃金大獎賽 | 大獎賽 | 國際挑戰賽 | 國際系列賽 | 未來系列賽 | 其他 |

| 2018-2026年 | 總決賽 | 超級1000賽 | 超級750賽 | 超級500賽 | 超級300賽 | 超級100賽 | 國際挑戰賽 | 國際系列賽 | 未來系列賽 | 其他 |